# Lamidorcadion tuberosum
Lamidorcadion tuberosum är en skalbaggsart som beskrevs av Holzschuh 1993. Lamidorcadion tuberosum ingår i släktet Lamidorcadion och familjen långhorningar. Inga underarter finns listade i Catalogue of Life.